# Oscar Swahn
Oscar Gomer Swahn (Tanum, 20 oktober 1847 - Stockholm, 1 mei 1927) was een Zweeds schutter die deelnam aan drie Olympische Spelen en daarbij verschillende medailles wist te winnen.
Tijdens de Olympische Zomerspelen van 1908 won Swahn twee gouden medailles bij het onderdeel "lopend hert met enkel schot". Hij wist de individuele wedstrijd te winnen en maakte deel uit van het Zweedse team dat de landenwedstrijd won. Verder wist hij een bronzen medaille te winnen bij het onderdeel "lopend hert met dubbel schot". Met zijn zestig jaar was hij op dat moment slechts een paar maanden jonger dan Joshua Millner, de tot dan toe oudste winnaar van een gouden medaille.
Tijdens de Spelen van 1912 in zijn vaderland maakte hij wederom deel uit van het Zweedse landenteam dat goud won op het onderdeel "lopend hert met enkel schot". Met zijn 64 jaar werd hij de oudste winnaar van een gouden medaille. Dit record staat op dit moment (2022) nog steeds.
Op 72-jarige leeftijd werd hij de oudste sporter die ooit deelnam aan de spelen toen hij opnieuw van de partij was tijdens de Olympische Zomerspelen van 1920. Zijn beste resultaat behaalde hij in de teamwedstrijden: vierde bij het onderdeel "lopend hert met enkel schot" en tweede bij het dubbel schot-evenement. Met deze zilveren medaille werd hij ook de oudste winnaar van een Olympische medaille.
Vier jaar later was hij nog steeds actief als schutter maar hij moest de Olympische Zomerspelen van 1924 wegens ziekte aan zich voorbij laten gaan.
In alle teamwedstrijden waaraan Oscar Swahn deelnam, maakte ook zijn zoon Alfred deel uit van het team. Alfred won verder ook nog twee gouden, een zilveren en een bronzen medaille bij individuele onderdelen.